# 横浜鎖港談判使節団

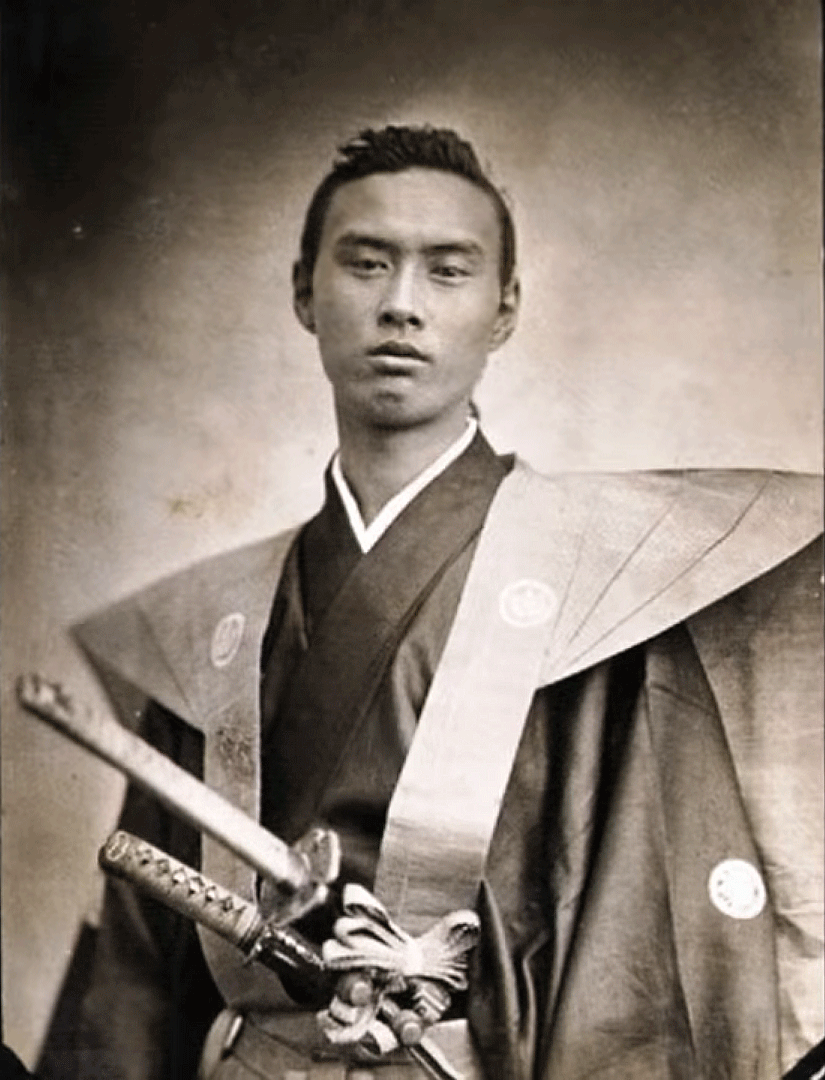
池田長発（正使）

横浜鎖港談判使節団（よこはまさこうだんぱんしせつだん）とは、池田長発（筑後守）を正使、河津祐邦（伊豆守）を副使、河田熙（相模守）を目付とし、文久3年12月29日から元治元年7月22日にかけて（1864年2月6日 - 8月23日）幕府が第二帝政期フランスに派遣した外交団である。第2回遣欧使節、池田使節団とも呼ばれる。

## 概要
使節団の目的は、開港場だった横浜を再度閉鎖する交渉を行うことであった。孝明天皇は文久3年5月10日（1863年6月25日）に攘夷勅命を発しており、これに従って幕府は5月9日（1863年6月24日）に各国公使に対して開港場の閉鎖を通達するが、諸外国は当然これを拒否し、幕府も9日後にはこれを撤回していた。更に下関事件や薩英戦争、フランス士官カミュ殺害事件等が起きて諸外国との軋轢も高まっていた。このような状況で、幕府は攘夷派を懐柔するため、江戸に近い横浜の閉鎖を交渉するために使節団を派遣するが、もとより達成不可能な任務であった。なお、使節団の目的にはフランス士官殺害事件の賠償交渉も含まれていた。

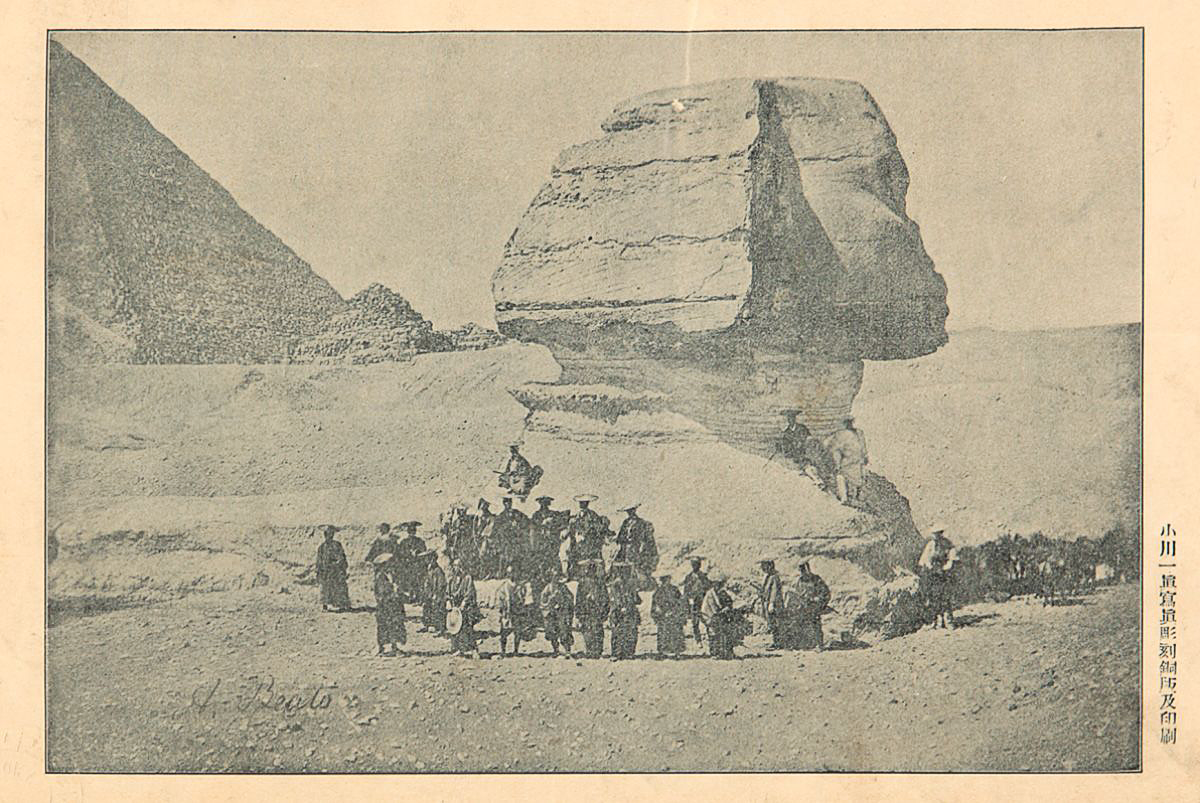
スフィンクス像前での池田使節団（1864年）

一行は文久3年12月29日（1864年2月6日）にフランス軍艦ル・モンジュ号で日本を出た。上海やインド等を経由し、スエズからは陸路でカイロへ向かい、途中ギザの三大ピラミッドとスフィンクスを見学し写真を撮っている。その後地中海を通って、マルセイユに入港した。
パリに着いた一行は皇帝ナポレオン3世に謁見した。しかし横浜の鎖港に関する交渉は、横浜を対日貿易・交渉の拠点と考えるフランスの抵抗にあい失敗に終わった。また長発自身も西欧の文明の強大さを認識して開国の重要性を感じ、交渉を途中で打ち切り、5月17日（6月20日）、フランス政府とパリ約定を結んだ。一行は他の国には寄らずそのまま帰路に就き、同年7月22日（8月23日）に帰国した。
一行が出発した時点では、関門海峡は長州藩に封鎖されており、帰国時も封鎖は維持されていた。一行の帰国直前の6月19日に、英仏蘭米の四カ国は海峡封鎖が解かれなければ武力行使を実行する旨を幕府に通達していた。パリ約定には関門海峡を3か月以内に通行可能にする条項が含まれていたが、幕府は約定の内容を不満として批准を行わず7月24日（8月25日）にこれを破棄した。このため、7月27日（8月28日）に四国連合艦隊が横浜を出航、四国艦隊下関砲撃事件が勃発した。
なお、文久遣欧使節の際と同じく、使節の写真をナダールが多く撮影している。

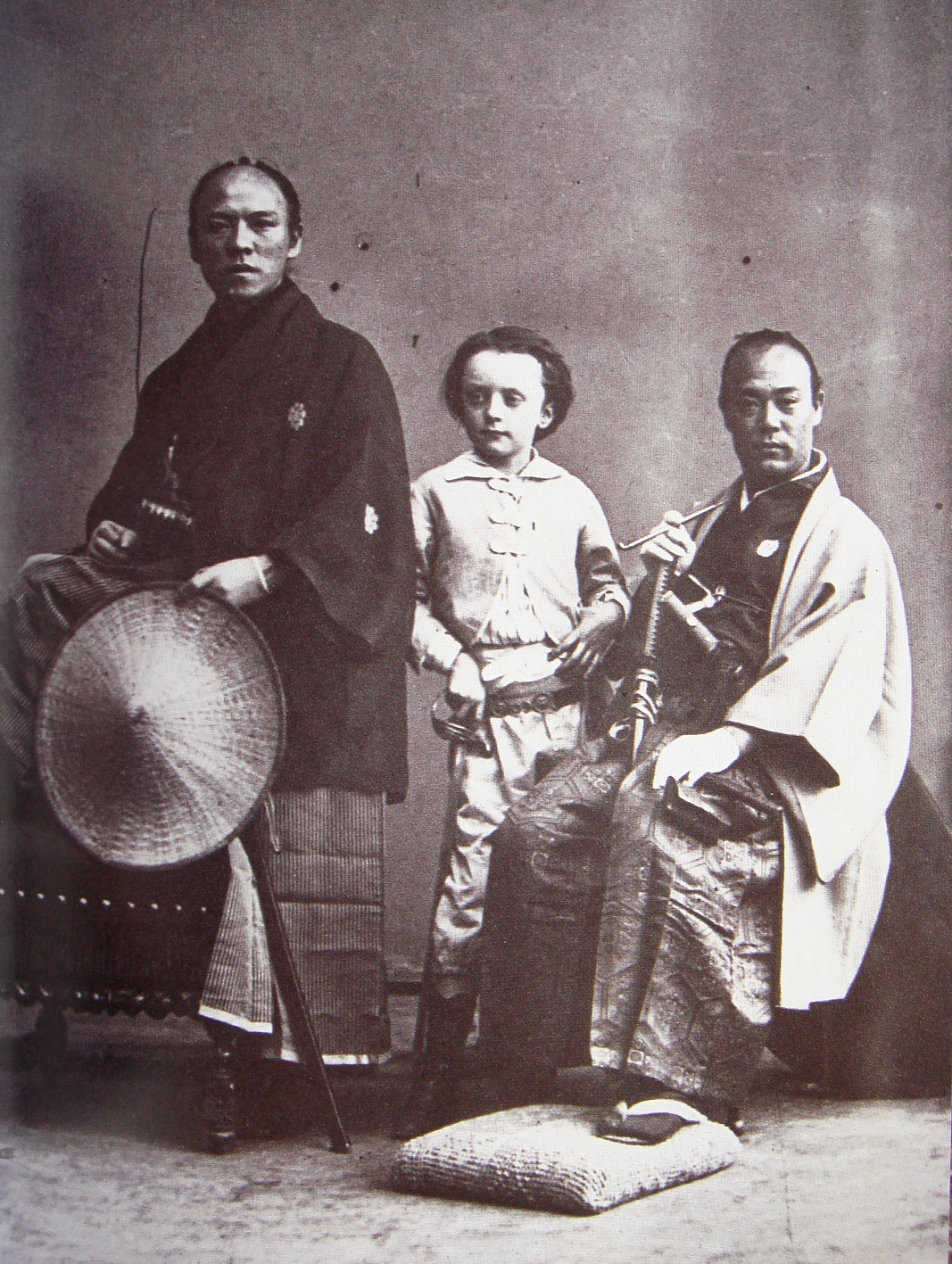
ナダールの子息と池田使節団の一行。左は谷津勘四郎（小人目付）、右は斎藤次郎太郎（徒目付）

## 団員
- 池田長発（筑後守；1837-1879）正使：目付、火付盗賊改、京都町奉行、外国奉行、軍艦奉行並
- 河津祐邦（伊豆守；1821-1873）副使：勘定奉行、関東郡代、長崎奉行、外国事務総裁、若年寄
- 河田熙（相模守；1835-1900）目付：開成所頭取、大目付。明治維新後は静岡藩少参事
- 田辺太一（1831-1915）外国奉行支配組頭：沼津兵学校教授、岩倉使節団一等書記官、外務省大書記官、清国臨時代理公使、元老院議官
- 田中簾太郞 - 勘定格調役
- 西吉十郞（西成度；1835-1891）調役格通弁御用頭取：大審院長
- 斎藤次郞太郞 - 徒目付
- 須藤時一郞 - 調役並
- 塩田三郎（1843-1889）調役格通弁御用出役：外国奉行支配組頭、外務少輔、清国特命全権公使
- 谷津勘四郞 - 小人目付
- 堀江六五郞 - 小人頭格小人目付
- 益田鷹之助 - 定役元締
- 杉浦愛蔵（杉浦譲；1835-1877）定役：郵便制度の基盤整備、東京日日新聞や富岡製糸場の創設に関与。
- 横山敬一（1826/27-1864）定役：信道とも。エジプトで黄熱病に罹り、1864年4月26日にマルセイユで死去。同地に埋葬されている3名の日本人の1人
- 矢野次郞兵衛（矢野二郎；1845-1906）同心：駐米代理公使、一橋大学の前身機関の校長、東京商工会議所名誉会員、貴族院議員
- 松濤権之丞（1836-1868）定役格同心：小笠原諸島開拓に外国方として参加。勝海舟配下の軍事方として江戸無血開城後の幕府内の恭順工作に従事
- 尺振八（1839-1886）通弁出役：大蔵省翻訳局長
- 益田進（益田孝；1848- 1938）通弁御用当分御雇・一同小使：中外商業新報（現日本経済新聞）創刊、三井物産設立
- 山内六三郞（山内堤雲；1838-1923）御手附・翻訳御用出役：逓信省大書記官、鹿児島県知事、初代製鉄所長官
- 原田吾一（原田一道；1830-1910）蕃書調所出役教授・海陸軍兵書取調出役：岩倉使節団に随行、陸軍少将、元老院議官
- 小泉保右衛門 - 池田筑後守家来
- 大岡半之助 - 池田筑後守家来
- 金上佐輔（佐原盛純；1835-1908）池田筑後守家来：浦上佐輔とも。儒官・漢学者、教育者
- 岩松太郞 - 河津伊豆守家来
- 別所左二郞 - 河津伊豆守家来
- 高木留三郞 - 河津伊豆守家来
- 玉木三弥 - 河田相模守家来
- 菅波恒 - 河田相模守家来
- 三宅復一（三宅秀；1848-1938）田辺太一従者：東京大学初の医学博士の一人。
- 名倉予何人（名倉松窓；1822-1901）田中簾太郞従者：清国担当の外交官
- 浦本時藤 - 斎藤次郞太郞従者
- 乙骨亘（1844-1888）理髪師：乙骨太郎乙の弟、上田敏の父
- 青木梅蔵 - 理髪師
- ブレッキマン（F. Blekman）通訳官：オランダ生まれのフランス人